# ジョン・S・ミルズ
ジョン・S・ミルズ（John.S.Mills、1953年5月10日 - 2019年5月2日）は、イギリスランカシャー州マンチェスター出身の実業家。

## 経歴
1978年にロンドン大学インペリアルカレッジを卒業し、博士号も取得し、同年にシェル・インターナショナル・ぺトリウム社に入社。2001年に昭和シェル石油副社長に就任、2002年から2005年9月まで社長を務めた。